# Municipio Libertador (Carabobo)
Libertador es uno de los 14 municipios autónomos que conforman el Estado Carabobo en la Región Central de Venezuela, así como también uno de los cinco municipios que conforman la ciudad de Valencia. Su capital es la localidad de Tocuyito. Se encuentra ubicado en la Región Centro-Sur del Estado Carabobo. Tiene una superficie de 558 km² y una población de 201 614  habitantes según el censo realizado en 2023. El Municipio Libertador posee dos parroquias civiles. 

## Geografía

### Límites
- Al norte: el Municipio Naguanagua y la Parroquia Urbana San José del Municipio Valencia
- Al sur: la Parroquia No Urbana Negro Primero del Municipio Valencia, Municipio Tinaquillo (Estado Cojedes)
- Al este: la Parroquia Urbana San José y la Parroquia Miguel Peña del Municipio Valencia
- Al oeste: el Municipio Bejuma, Municipio Tinaquillo (Estado Cojedes)

## Flora y Fauna
Las especies vegetales y animales de este municipio se detallan a continuación:

### Flora
Especies vegetales típicas:
- Aguacate.
- Algarrobos.
- Cocoteros (cocos nucifera).
- Guamos.
- Mangos.
- Merey (Anacardium occidentale).

### Fauna
- Picures.
- Chirulí (Carduelis psaltria).
- Colibrí.
- Guacharaca (Ortalis ruficauda).
- Iguana.
- Pico planta
- Rabipelado
- Venado

## Hidrología

### Caños
- Caño El Paíto.
- Caño Las Manzanas.

### Lagunas
- Laguna Barrera.
- Laguna de el Sector Los Aguacates.
- Laguna de Safari.
- Laguna Sima.

### Ríos
- Rio Guaparo
- Rio Guataparo
- Río de Tocuyito.
- Río de Torito.

### Quebradas
- Quebrada de La Manzana.
- Quebrada de los Chaguaramos.
- Quebrada La Tuerta.

## Organización parroquial
El municipio se encuentra dividido en dos parroquias, Tocuyito e Independencia en la parroquia Independencia se encuentra el inmortal Campo de Carabobo, lugar en donde tuvo lugar la Batalla de Carabobo, el 24 de junio de 1821. Antiguamente, este municipio formaba parte del Distrito Valencia hasta que el 14 de enero de 1994 es elevado a municipio.
Aun así, a pensar de la separación de carácter político-administrativo que existió con la disolución del Distrito Valencia y la disolución de la figura de los distritos (varios distritos conformaban un estado), la integración socioeconómica, cultural y urbana se mantuvo a través de la figura de la «Ciudad de Valencia» (que no debe ser confundida con el "Municipio Valencia") estando compuesta por los cinco municipios autónomos que originalmente formaron parte del extinto Distrito. Dicha figura con delimitación distinta la figura del municipio no es regida por ninguna autoridad en específico, debido a que cada uno de los cinco municipios que la integran tiene su propio alcalde.
| Parroquia            | Superficie | Población      | Densidad |
| -------------------- | ---------- | -------------- | -------- |
| Independencia        | km²        | 31.209 hab.    | hab./km² |
| Tocuyito             | km²        | 170.405 hab.   | hab./km² |
| Municipio Libertador | 558 km²    | 201.614 h hab. | hab./km² |

## Economía
Entre las actividades económicas de más importancia y que más predominan en este municipio, encontramos la agricultura, la avicultura, la ganadería, entre otros, sobre todo en la zona del campo de Carabobo en donde las condiciones son las más idóneas para este tipo de actividades, el comercio tanto del sector formal como del informal, se concentra en la zona metropolitana (Tocuyito) y los sectores aledaños, también encontramos allí pequeñas industrias y microempresas.

### Transporte
Su principal vía de acceso es la Autopista de el sector de el Campo de Carabobo e el sector de Tocuyito. Autopista Sur, en el tramo Valencia - Campo Carabobo, aunque destaca la carretera vieja - La Guasima y la Antigua Carretera Nacional Valencia - Tocuyito.
Aeropuerto de el Municipio Libertador.
Autopista troncal número cinco.
Transporte de Trans Libertador.
Trans Carabobo.
Transporte Privado.
Transporte Público 
Transporte Acuático.
Transporte Aéreo.   

## Turismo

### Campo de Carabobo
Es el lugar donde se libró la más heroica y rápida batalla de la independencia de Venezuela —la Batalla de Carabobo— el 24 de junio de 1821, dirigida por Simón Bolívar, acompañado de José Antonio Páez, Ambrosio Plaza y Antonio José de Sucre como sus jefes, a cargo de las diferentes legiones que lucharon en este heroico día.
En honor de lo ocurrido ese día, se erigió este grandioso monumento para homenajear e inmortalizar a los héroes de la batalla que dio nacimiento a Venezuela. El Arco del Triunfo fue inaugurado el 24 de junio de 1921, para conmemorar el centenario de la Batalla de Carabobo.

### El Diorama
Está ubicado en el Campo de Carabobo, a la derecha de la Avenida Monumental, es un conjunto arquitectónico en forma de cubo, que muestra a través de avanzadísimas técnicas audiovisuales, el progreso de Venezuela desde su glorioso ayer hasta el dinámico presente, así como escenas importantes de la historia nacional. El video tiene una duración de 8 minutos.

### El Mirador

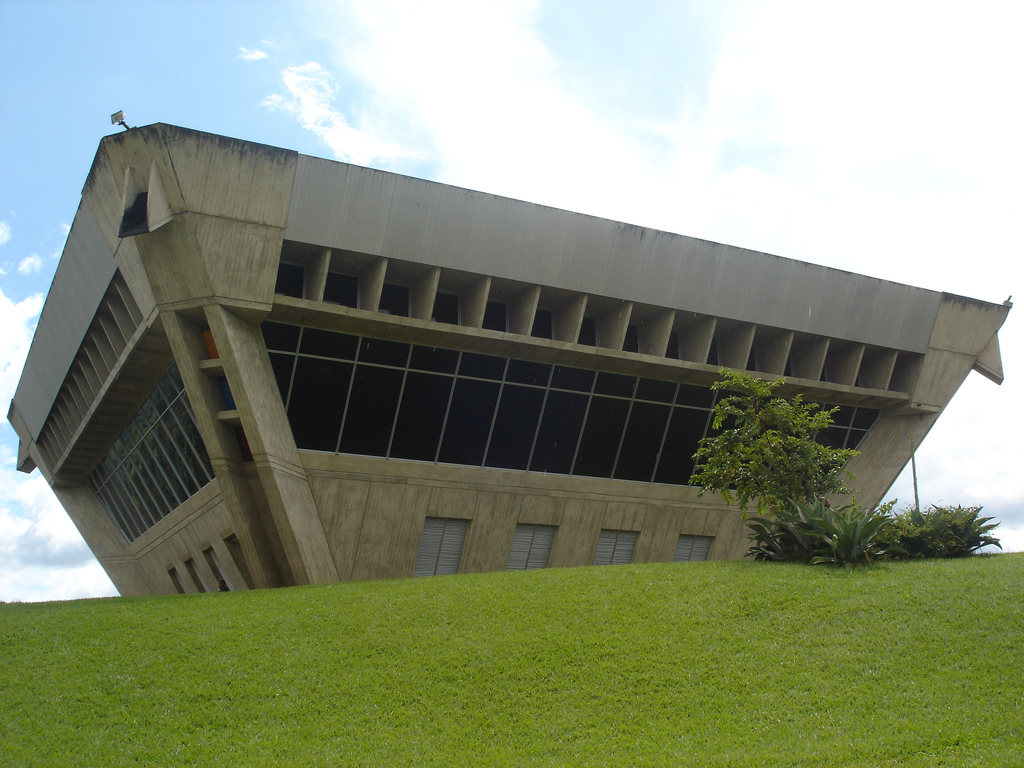
El mirador.

Fue construido con motivo de la Conmemoración de los 150 años de la Batalla que sellara la independencia de Venezuela. Esta edificación, cercana al Diorama, está situada en una colina desde donde se divisa un espacio de 300 hectáreas del campo. Tiene forma de pirámide invertida con amplios ventanales. Cuenta además, con maquetas electrónicas, las cuales muestran los movimientos de las fuerzas que intervinieron en la Batalla. (Patriótico y Realista). El documental que acompaña el proyecto tiene una duración de 28 minutos aproximadamente.

## Símbolos patrimoniales
Luego de 18 años desde que se declarase su autonomía, el municipio estreno el 28 de septiembre de 2012 su patrimonio simbólico.
Estos símbolos son el resultado de un concurso abierto por la Alcaldía, el Concejo Municipal y la Fundación para la Cultura y el Turismo de Libertador, en el que participó un nutrido grupo de artistas del municipio y otras localidades de la región. Luego evaluar alrededor de 30 trabajos presentados, el jurado conformado por especialistas en música, heráldica e historia, e integrantes del ejecutivo y legislativo del municipio, declaró como ganadores a los creadores: Edwin García y José Gregorio Montilla, Bandera; Ramón Sivero, Escudo y Ulises Dalmau, Himno.
El acto de presentación y premiación fue realizado el día 28 de septiembre de 2012, en la Plaza Bolívar de Tocuyito, con la presencia de autoridades municipales, quienes, además de develar por primera vez los Símbolos Patrimoniales del Municipio Libertador del Estado Carabobo, confirieron a los ganadores la Orden Guerrero Negro Primero en su Segunda Clase.

### Bandera

Bandera del municipio Libertador

La bandera está dividida en 2 triángulos rectángulos por una diagonal descendente, uno rojo en la parte inferior que simboliza la sangre derramada por los patriotas en la tierra inmortal en la Batalla de Carabobo y dentro tiene un silueta del arco del triunfo en blanco representando el triunfo de los patriotas en dicha batalla librada en tierras libertadorenses, dentro de este una silueta del Libertador Simón Bolívar a caballo del mismo color, que hace referencia al nombre del municipio, el triángulo superior es de color azul que simboliza el cielo de paz bajo el cual viven los libertadorenses, en el aparecen 2 estrellas amarillas que representan la riqueza de valores y a las 2 parroquias urbanas en que se divide el municipio: Tocuyito e Independencia, y finalmente a lo largo de la diagonal descendiente tenemos una franja verde simbolizando los recursos naturales: flora, fauna e hidrografía, de del municipio Libertador.
La Bandera fue diseñada por Edwin García y José Gregorio Montilla y confeccionada por Lissett Montilla.

### Escudo

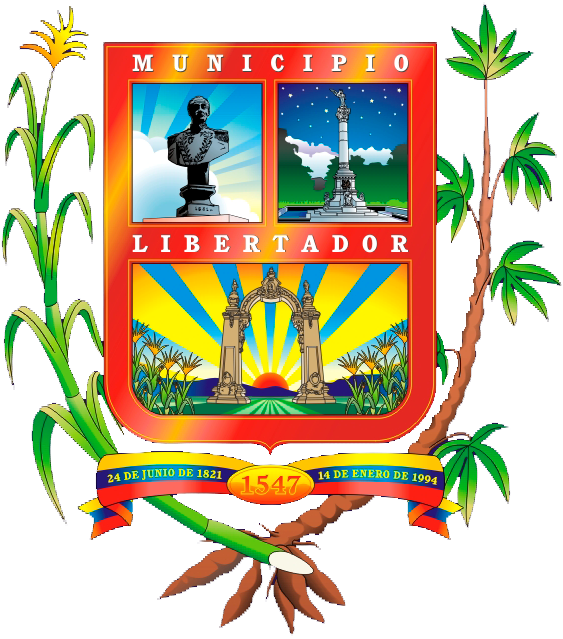
Escudo del Municipio Libertador

Flanqueado por una planta de yuca, tubérculo que tiene que ver con nuestros aborígenes y el nombre de Tocuyito, y una de caña de azúcar, sembradío preponderante desde la época colonial hasta comienzos del siglo XX, los tres cuarteles simbolizan: el amanecer con el busto de Bolívar, el anochecer con el Monumento a la Revolución Liberal Restauradora y un ocaso en el Arco del Campo Inmortal de Carabobo. Abajo, cinta con la fecha de la Batalla que selló nuestra Independencia y la del decreto de Autonomía Municipal. En el centro la fecha en que es referida por vez primera esta tierra, por los cronistas, como «Tocuyo», diferente al original Tocuyo en el hoy estado Lara. El escudo fue diseñado por Ramón Siberio.

## Política y gobierno

### Alcaldes
| Período     | Alcaldes               | Partido político / Alianza | % de votos | Notas |
| ----------- | ---------------------- | -------------------------- | ---------- | --- |
| 1996        | Gandi Kadamani         | AD                         | -          | Juramentado como alcalde el 2 de enero de 1996. Ejerce hasta mayo cuando es revocada su elección. |
| 1996 - 2000 | Benedicto Álvarez Díaz | PROCA                      | -          | Primer alcalde bajo elecciones directas (El 24 de mayo de 1996 Benedicto Álvarez Díaz es juramentado como primer Alcalde electo oficial del municipio Libertador del estado Carabobo. Díaz antes, el 15 de mayo, había sido revocada por el CSE la totalización realizada por la junta Electoral Municipal en las elecciones del 3 de diciembre 1995 , así como la proclamación de Gandi Kadamani como Alcalde por faltar 40 actas por escrutar. Se realizaron elecciones generales adelantadas en el 2000 debido a la aprobación de la Constitución de 1999) |
| 2000 - 2004 | Argenis Loreto         | MVR                        | 36,88      | Segundo alcalde bajo elecciones directas |
| 2004 - 2008 | Argenis Loreto         | MVR                        | 30,40      | Reelecto |
| 2008 - 2013 | Carmen Álvarez         | PSUV                       | 49,16      | Tercer alcalde bajo elecciones directas (se postergan 1 año las elecciones municipales pautadas para finales del 2012) |
| 2013 - 2017 | Juan Perozo            | PSUV                       | 59,96      | Cuarto alcalde bajo elecciones directas |
| 2017 - 2021 | Juan Perozo            | PSUV                       | 74,65      | Reelecto |
| 2021 - 2025 | Oscar Orsini           | PSUV                       | 57,40      | Quinto alcalde bajo elecciones directas |

### Concejo municipal
Dirección de despacho de el Consejo municipal.
Período 1995 - 2000
| Concejales:       | Partido político / Alianza |
| ----------------- | -------------------------- |
| Leonardo Herrera  | PROCA                      |
| Tomas Medina      | PROCA                      |
| Tito de Freites   | PROCA                      |
| Juan Alvarado     | AD                         |
| Carmen Bravo      | AD                         |
| Ramon Villegas    | COPEI                      |
| Maritza de Zapata | COPEI                      |
| Nancy Yaguaro     | LCR                        |
| Oscar Ojeda       | MAS                        |

Período 2013 - 2018
| Concejales        | Partido político / Alianza |
| ----------------- | -------------------------- |
| Milagros Escalona | PSUV                       |
| Franklin Gómez    | PSUV(+)                    |
| Efraín Guevara    | PSUV                       |
| Himber Sandoval   | PSUV                       |
| José Ortiz        | PSUV                       |
| Luis Castillo     | PSUV                       |
| Gisela López      | PSUV                       |
| Iris Colmenares   | PSUV                       |
| Ángel Díaz        | MUD                        |

Período 2018 - 2021
| Concejales      | Partido político / Alianza |
| --------------- | -------------------------- |
| Jesus Herrera   | PSUV                       |
| Pedro Escalona  | PSUV                       |
| Irma Carrero    | PSUV                       |
| Efrain Guevara  | PSUV                       |
| Gisela López    | PSUV                       |
| Corelia Yelamo  | PSUV                       |
| Luis Castillo   | PSUV                       |
| Iris Colmenares | PSUV                       |
| Elio Henriquez  | PSUV                       |

Período 2021 - 2025
| Concejales:       | Partido político / Alianza |
| ----------------- | -------------------------- |
| Milagros Escalona | PSUV                       |
| Yasborky Guevara  | PSUV                       |
| Jesus Herrera     | PSUV                       |
| Ely Pérez         | PSUV                       |
| Daniel Tovar      | PSUV                       |
| Roberth Díaz      | PSUV                       |
| Leidy Castillo    | PSUV                       |
| Eilyn Nejsl       | PSUV                       |
| Cesar Galea       | MUD                        |

## Organismo público
Concejo Municipal de Libertador Edif. municipal en la parroquia Tocuyito de el municipio Libertador de el estado Carabobo. 
Contraloría municipal de el Municipio Libertador de el estado Carabobo. 
En la parroquia Tocuyito de el municipio Libertador de Estado Carabobo. 
Juzgado de Municipio de el Libertador en la ciudad capital de Valencia de el estado Carabobo.

## Entes municipales
Entes municipales del municipio Libertador:
- Consejo Municipal del municipio Libertador.
- Contraloría Municipal de Municipio Libertador del Estado Carabobo.
- Bombero del municipio de Libertador del Estado Carabobo.
- Consejo de Protección de los Derechos de Niñas, Niños y Adolescentes.
- Embotelladora de agua Libertador.
- Empresa Municipal de Pinturas del Libertador del Estado Carabobo.
- Policía de municipal del Municipio Libertador.
- Fundación Centro de Salud Comunal y Desarrollo Integral.
- Instituto Municipal del Agua de Libertador del Estado Carabobo.
- Instituto Municipal para La Juventud y Estudiantes del Libertador del Estado Carabobo.
- Instituto Autónomo Municipal de Deporte de Libertador del Estado Carabobo.
- Red de Distribución de Alimento de Libertador.